# RAF Talbenny
RAF Talbenny – baza lotnicza RAF znajdująca się koło wsi Talbenny, zlokalizowana ok. 8,5 km na północny wschód od Milford Haven (hrabstwo Pembrokeshire) na półwyspie Pembroke w zachodniej Walii. Działała od maja 1942 do grudnia 1946. Była używana przez polski Dywizjon 304 oraz czeski Dywizjon 311. Po zdemontowaniu urządzeń lotniczych teren należy do osoby prywatnej.

## Zobacz
- Bazy RAF używane przez PSP